# كانغ ها-نيول
كانغ ها-نيول (الهانغل: 강하늘 ولد باسم كيم ها-نيو) هو ممثل سينما وتلفزيون ومسرح ومن كوريا الجنوبية ولد في بوسان في 21 فبراير 1990. اشتهر بأدواره في مسلسلات الدراما الكورية التلفزيونية متل مونستار سنة (2013)، ومسلسل الورثة سنة (2013)، أحباء القمر سنة (2016).
بدأ كانغ خدمته العسكرية الإلزامية في 11 سبتمبر 2017. حيث سيعمل كضابط شرطة عسكرية لمدة 21 شهرًا.

## مسيرته الفنية
بدأ كانغ مسيرته المهنية في المسرح الموسيقي من خلال عدة مسرحيات روائية ناجحة متل Thrill Me (سنة 2010)، لغز الأمير (2011)، ماري بوبينس السوداء (2012)، والقتلة (2012). انتقل بعد ذلك إلى الشاشة الصغيرة حيث قام ببطولة العديد من المسلسلات التلفزيونية أبرزها الورثة (2013) ومسلسل حياة غير مكتملة (2014).
وقد شكل عام 2015 أفضل أعوام كانغ الفنية حيث شارك في أربعة أفلام متتالية وهي الفيلم الموسيقي إنه جيد جدا، الدراما التاريخية امبراطورية الشهوة، الفيلم الشبابي عشرون وفيلم السيرة الذاتية بالأبيض والأسود دونغ جو: صورة شاعر حيث جسد دور الشاعر يون دونغ جو.
في عام 2016، تألّق كانغ في الفيلم الكوميدي الرومانسي "Like for Likes"، حيت لعب دور كاتب الأغاني الشاب الذي يعاني من إعاقة سمعية. في نفس العام، شارك في بطولة الدراما التاريخية أحباء القمر - القلب القرمزي ريو بدور الأمير وانغ ووك الثامن. في العام الموالي لعب كانغ دور البطولة في فيلم «محاكمة جديدة». ثم في فيلم الإتارة والكوميديا عدائي منتصف الليل إلى جانب الممتل باك سو جون.
وقد أكد كانغ انضضمامه إلى فريق فيلم الغموض والإثارة المنسي.

## الأعمال

### أفلام
| السنة | العنوان              | الدور                  | م.     |
| ----- | -------------------- | ---------------------- | ------ |
| 2011  | أبطال المعركة (فيلم) | يون نامسان             | [ 23 ] |
| 2011  | أنت كلبي             | يانغ يونغ-سو           | [ 24 ] |
| 2014  | قصة الفتاة الشبح     | إن سو                  | [ 25 ] |
| 2015  | إنه جيد جدا          | يون هيونغ جو           | [ 26 ] |
| 2015  | امبراطورية الشهوة    | جين                    | [ 12 ] |
| 2015  | عشرون                | كيونغ جاي              | [ 13 ] |
| 2015  | دونغ جو: صورة شاعر   | يون دونغ جو            | [ 15 ] |
| 2016  | Like for Likes       | لي سو هو               | [ 16 ] |
| 2017  | محاكمة جديدة         | هيون هو                | [ 19 ] |
| 2017  | عدائي منتصف الليل    | كانغ هي يول            | [ 21 ] |
| 2017  | منسي                 | جين سيوك               | [ 22 ] |
| 2018  | هيونغ بو: الثوري     | بارك دول-بو (ظهور خاص) | [ 27 ] |
| 2018  | لدي موعد مع الربيع   | لي غوي دونغ (ظهور خاص) | [ 28 ] |

### مسلسلات
| السنة     | العنوان                         | الدور             | ملاحظة                 | م.            |
| --------- | ------------------------------- | ----------------- | ---------------------- | ------------- |
| 2007      | My Mom! Super Mom!              | تشوي هو           |                        | [ 29 ]        |
| 2007-2012 | Hometown Over the Hill          | كيم جونغ-هوي      |                        | [ 29 ]        |
| 2011      | Midnight Hospital               | يانغ تشانغ-سوك    |                        | [ 29 ]        |
| 2012      | إليك أيتها الجميلة              | مين هيون-جاي      |                        | [ 30 ]        |
| 2013      | Monstar                         | جونغ سون وو       |                        | [ 6 ]         |
| 2013      | Two Weeks                       | كيم سونغ جون      | ظهور خاص               | [ 31 ]        |
| 2013      | Unrest                          | جون كيونغ         | دراما خاصة             | [ 32 ]        |
| 2013      | الورثة                          | لي هيو شين        |                        | [ 7 ]         |
| 2014      | عيون الملاك ‏                    | بارك دونغ جو شابا |                        | [ 33 ]        |
| 2014      | حياة غير مكتملة                 | جانغ بايك-جي      |                        | [ 34 ]        |
| 2015      | Missing Noir M                  | لي جونغ سو        | ضيف شرف، (الحلقات 1-2) | [ 35 ]        |
| 2016      | أحباء القمر - القلب القرمزي ريو | وانغ ووك          |                        | [ 18 ]        |
| 2016      | Entourage                       | بشخصيته الحقيقية  | ظهور خاص               | [ 36 ]        |
| 2019      | عندما تتفتح زهرة الكاميليا      | هوانغ يونغ سيك    |                        |               |
| 2021      | النهر حيث يرتفع القمر           | الجنرال اوه هيوب  | ظهور خاص (الحلقة 1)    | [ 37 ] [ 38 ] |
| 2022      | مطلع                            | كيم هو يان        |                        | [ 39 ] [ 40 ] |
| 2022      | نداء الستارة                    | يو جاي هيون       |                        | [ 41 ]        |
| 2025      | نكهة الحب                       | هان بوم وو        |                        | [ 42 ]        |

### منوعات
| سنة  | العمل           | قناة     | ملاحظات    | مراجع. |
| ---- | --------------- | -------- | ---------- | ------ |
| 2016 | في ريعان الشباب | تي في إن | طاقم العمل | [ 43 ] |

### فيديو كليبات
| سنة  | الأغنية              | المغني          | مراجع. |
| ---- | -------------------- | --------------- | ------ |
| 2007 | "Still Pretty Today" | فلاي تو ذا سكاي |        |
| 2017 | "Lost One"           | إيبيك هاي       | [ 44 ] |

### مسرحيات
| سنة  | العمل               | الدور            | مراجع. |
| ---- | ------------------- | ---------------- | ------ |
| 2006 | The Celestial Watch | جانغ يونغ-شيل    |        |
| 2007 | Carpe Diem          | لي إيل           |        |
| 2008 | La Vida             | الأمير هاملت     |        |
| 2009 | Thrill Me           | ناثان ليوبولد    |        |
| 2009 | صحوة الربيع         | إرنست            |        |
| 2010 | Thrill Me           | ناثان ليوبولد    | [ 45 ] |
| 2011 | لغز الأمير          | غو دونغ          | [ 3 ]  |
| 2012 | ماري بوبينس السوداء | هرمان            | [ 4 ]  |
| 2012 | القتلة              | لي هارفي أوزوالد | [ 5 ]  |
| 2013 | ماري بوبينس السوداء |                  |        |
| 2015 | هارولد ومود         | هارولد           | [ 46 ] |

## روابط خارجية
- كانغ ها-نيول على موقع IMDb (الإنجليزية)
- كانغ ها-نيول على موقع ميتاكريتيك (الإنجليزية)
- كانغ ها-نيول على موقع روتن توميتوز (الإنجليزية)
- كانغ ها-نيول على موقع ألو سيني (الفرنسية)
- كانغ ها-نيول على موقع ميوزك برينز (الإنجليزية)
- كانغ ها-نيول على موقع قاعدة بيانات الفيلم (الإنجليزية)